# ジェリー・ロイス
ジェリー・ロイス（Jerry Reuss、1949年6月19日 - ）は、アメリカ合衆国ミズーリ州出身の元プロ野球選手（投手）。左投左打。

## 経歴
カリフォルニア州立大学サンタバーバラ校で活躍し、1967年のドラフト会議でセントルイス・カージナルスに指名され、入団。
1969年9月27日に先発でメジャー初登板を果たし、7回を2安打無失点に抑えて勝利投手。
翌1970年には先発ローテーション入り。1971年には初の2ケタ勝利（14勝14敗）をあげるが、この年限りでヒューストン・アストロズに移籍。
1973年には16勝を挙げるが、ナショナルリーグ最多の117四球と制球力に課題があり、翌1974年にはピッツバーグ・パイレーツに移籍。
1973年から1977年にかけて、16勝、16勝、18勝、14勝、10勝と活躍するが、1978年に3勝に終わるとロサンゼルス・ドジャースに移籍。
自己最多タイとなる18勝をあげた1975年には18勝11敗、防御率2.54の成績でMLBオールスターゲーム出場を果たす。
ドジャース移籍後、1979年も7勝14敗と不調に終わるが、1980年には復調して18勝6敗、防御率2.54の成績で2度目のオールスター出場を果たし、カムバック賞を受賞。
6完封はそのシーズンのメジャー全体で最多で、その中には6月27日のサンフランシスコ・ジャイアンツ戦で達成したノーヒットノーランも含まれる。
1回にショートのビル・ラッセルの悪送球がなければ、完全試合が達成されていた。サイ・ヤング賞の投票でもスティーブ・カールトンに次ぐ2位で、最高のシーズンとなった。逆に満塁本塁打9本を喫したシーズンでもあった。この記録は現在でもナショナルリーグワースト記録である。
翌1981年には50日間に及ぶストライキのためシーズンが短縮されたが、10勝4敗防御率2.30の好成績でチームのワールドシリーズ制覇に貢献。
ニューヨーク・ヤンキースとのワールドシリーズでは第1戦と第5戦に先発。
第1戦は初回に3点を喫し敗戦投手となったが、2勝2敗のタイで迎えた第5戦ではロン・ギドリーとの投手戦を制し、2対1で完投勝利を収めた。
ドジャースは続く第6戦も勝ち、ワールドチャンピオンとなった。
翌1982年は18勝、1983年も12勝をあげるが、1984年以後は故障がちとなり、14勝をあげて地区優勝に貢献した1985年を除いて目立った活躍はなく、1987年途中にシンシナティ・レッズ、さらにカリフォルニア・エンゼルスに移籍。
1988年にはシカゴ・ホワイトソックスに移籍するが、この年39歳で13勝9敗をあげ、通算200勝を達成。
1989年はシーズン途中にミルウォーキー・ブルワーズに移籍し、両チーム合計で9勝。
ブルワーズを解雇となり、1990年には古巣パイレーツと契約するが、わずか4試合に登板したのみでその年限りで現役を引退。
通算220勝をあげたが、シーズン20勝が一度もなく、通算200勝した投手としては史上2人目となった。ナショナルリーグチャンピオンシップシリーズでは一度も勝利投手になったことがなく、通算0勝7敗の成績で終了した。通算220勝、投球回数、奪三振、先発登板試合、完封、対戦打者(15,582人)はいずれも両リーグの100位以内にランクインしている。
現在はドジャース専属のスポーツキャスターを務める。

## 詳細情報

### 通算成績
実動22シーズン 登板628試合（うち先発547）　220勝191敗11セーブ 防御率3.64 完投127 完封39 投球回数3,669回2/3 被安打3,734 失点1,700 自責点1,483 被本塁打245 与死球59 与四球1,127（うち敬遠118） 奪三振1,907 勝率.535 暴投107 ボーク23
年度別成績はこちら（英文）を参照

### キャリアハイライト
- オールスター出場2回：1975年、1980年
- ナ･リーグカムバック賞：1980年
- ノーヒットノーラン：1980年6月27日対ジャイアンツ戦
- リーグ最多完封：1980年 (6)
- リーグ最多先発：1973年 (40)